# Rinyakovácsi
Rinyakovácsi è un comune dell'Ungheria di 180 abitanti (dati 2001) situato nella contea di Somogy, nell'Ungheria centro-occidentale.